# Voọc Popa
Voọc Popa (danh pháp hai phần: Trachypithecus popa) là một loài linh trưởng trong họ Cercopithecidae. Nó được tìm thấy duy nhất ở Myanmar. Nó được đặt theo tên của núi Popa, nơi có khoảng 100 cá thể khỉ sinh sống. Nó được cho là loài cực kỳ nguy cấp, với chỉ 200 đến 250 cá thể còn lại trong tự nhiên.

## Đặc điểm ngoại hình
Voọc Popa có lưng màu nâu sẫm hoặc nâu xám, bụng màu trắng, bàn tay và bàn chân màu đen. Chúng có những vòng trắng đặc biệt xung quanh mắt và mõm. Chúng nặng khoảng 8 kilôgam (18 lb).

## Tình trạng bảo tồn
Loài linh trưởng này tuy mới được mô tả nhưng đã được liệt kê trong danh sách các loài bị đe dọa. Người ta ước tính chỉ còn 200 đến 260 cá thể trải trong bốn quần thể riêng biệt. Các mối đe dọa đối với loài bao gồm áp lực săn bắn, cũng như môi trường sống bị phá hủy và chia cắt. Theo các nhà nghiên cứu, mặc dù loài này vẫn chưa được đánh giá bởi IUCN, một tổ chức ghi nhận tình trạng bảo tồn của các loài bị đe dọa, nhưng nó sẽ được coi là "cực kỳ nguy cấp" nếu đối chiếu theo các tiêu chí của IUCN.